# Воитег (Тимиш)
Воитег (рум. Voiteg) насеље је у Румунији у округу Тимиш у општини Воитег. Oпштина се налази на надморској висини од 84 m.

## Прошлост
По "Румунској енциклопедији" место се први пут јавља у документима 1328. године. Назив је добило по господару Теодору Војтеху. Године 1842. била је колонизација Немаца.
Војтег је 1764. године православна парохија у Гиладском протопрезвирату. Аустријски царски ревизор Ерлер је 1774. године констатовао да место "Војтег" припада Јаручком округу а Чаковачком дистрикту. Становништво је измешано, српско-влашко.
Године 1779. уведене су све црквене православне матрикуле при парохијском звању. Када је 1797. године пописан православни клир ту су била три свештеника. Пароси, поп Јован Поповић (рукоп. 1769), поп Симеон Царас (1787) и ђакон Спиридон Поповић (1791) - сви се служе српским и румунским језиком.
У месту које 1846. године броји 889 становника постоји православна црква посвећена Св. Ђорђу. Свештеници су Власи, Царани - поп Стефан и Никола. Народну основну школу похађа 30 ученика које води учитељ Константин Лунгу.

## Становништво
Према подацима из 2002. године у насељу је живело 2427 становника.

### Попис2002.
| Расподела становништва по националности 2002.‍ | Расподела становништва по националности 2002.‍ | Расподела становништва по националности 2002.‍ | Расподела становништва по националности 2002.‍ | Расподела становништва по националности 2002.‍ |
| --------------------------------------------- | --------------------------------------------- | --------------------------------------------- | --------------------------------------------- | --------------------------------------------- |
|                                               |                                               |                                               |                                               |                                               |
| Румуни                                        | Румуни                                        |                                               | 2.136                                         | 88,1%                                         |
| Мађари                                        | Мађари                                        |                                               | 174                                           | 7,2%                                          |
| Роми                                          | Роми                                          |                                               | 34                                            | 1,4%                                          |
| Немци                                         | Немци                                         |                                               | 70                                            | 2,9%                                          |
| Срби                                          | Срби                                          |                                               | 4                                             | 0,2%                                          |
| други                                         | други                                         |                                               | 6                                             | 0,2%                                          |

### Хронологија
| Година       | 1992 | 1993 | 1994 | 1995 | 1996 | 1997 | 1998 | 1999 | 2000 | 2001 | 2002 | 2003 | 2004 | 2005 | 2006 | 2007 | 2008 | 2009 | 2010 | 2011 | 2012 | 2013 | 2014 | 2015 | 2016 | 2017 |
| ------------ | ---- | ---- | ---- | ---- | ---- | ---- | ---- | ---- | ---- | ---- | ---- | ---- | ---- | ---- | ---- | ---- | ---- | ---- | ---- | ---- | ---- | ---- | ---- | ---- | ---- | ---- |
| Становништво | 2414 | 2383 | 2376 | 2382 | 2367 | 2356 | 2381 | 2399 | 2394 | 2394 | 2400 | 2397 | 2393 | 2379 | 2384 | 2419 | 2412 | 2436 | 2435 | 2441 | 2415 | 2395 | 2381 | 2388 | 2414 | 2427 |